# Megaselia allopyga
Megaselia allopyga är en tvåvingeart som beskrevs av Borgmeier 1966. Megaselia allopyga ingår i släktet Megaselia och familjen puckelflugor. Inga underarter finns listade i Catalogue of Life.